# Elymnias palmifolia
Elymnias palmifolia är en fjärilsart som beskrevs av Schultze 1908. Elymnias palmifolia ingår i släktet Elymnias och familjen praktfjärilar. Inga underarter finns listade i Catalogue of Life.